# هارون بروسارد
هارون بروسارد هو سياسي أمريكي، ولد في 6 يناير 1949 في فيدرال واي في الولايات المتحدة. نشط حزبياً في الحزب الديمقراطي.